# Среднощен експрес
„Среднощен експрес“ (на английски: Midnight Express) е американско-британски игрален филм – затворническа драма на режисьора Алън Паркър, излязъл по екраните през 1978 година, с участието на Брад Дейвис, Ранди Куейд и Джон Хърт. Адаптираният сценарий на Оливър Стоун е базиран на едноименната книга на Били Хейс.
Филмът представя истинска история, започнала през 70 година на XX век в Истанбул. Творбата на Алън Паркър се различава от книгата, като са добавени сцени и случки, които са творческа измислица. Достоверността на показания във филма образ на турските затвори се оспорва от турски и други източници.
„Среднощен експрес“ е сред основните заглавия на 51-вата церемония по връчване на наградите „Оскар“, където е номиниран за отличието в 6 категории, печелейки статуетките за най-добър адаптиран сценарий и най-добра оригинална музика.

## Сюжет
Внимание:  Текстът по-долу разкрива сюжета на произведението (или части от него)!
След пребиваване в Истанбул младият американски студент Били Хейс (Брад Дейвис) е арестуван на летището от турските власти заради опит за незаконно преминаване на границата с 2 кг хашиш. Осъден е на 4 години и 2 месеца затвор в обвинение за притежаване на наркотици. Но след изтичане на присъдата, той е обвинен в контрабанда на наркотици и осъден на още 30 години затвор от съда в Анкара. След ужасяващи преживявания и преместването му в приют за душевно болни през 1975 г. той успява да избяга от затвора и страната. „Среднощен експрес“ е израз, използван от затворниците, означаващ бягство от затвора.

## В ролите
| Актьор         | Роля                                                                              |
| -------------- | --------------------------------------------------------------------------------- |
| Брад Дейвис    | Били Хейс, американски турист, затворен в турски затвор за пренасяне на наркотици |
| Ранди Куейд    | Джими, американец затворен в затвора с Били                                       |
| Норбърт Вайсър | Ерих, швед, затворен също за наркотици                                            |
| Джон Хърт      | Макс, британец в същия затвор, пристрастен към хероин                             |
| Ирен Миракъл   | Сюзън, приятелката на Били                                                        |
| Бо Хопкинс     | Текс                                                                              |
| Паоло Боначели | Рифки                                                                             |
| Пол Смит       | Хамидо                                                                            |
| Майк Келин     | бащата на Били                                                                    |
| Франко Жужен   | Йесил                                                                             |
| Майкъл Инсайн  | Стенли Дениълс                                                                    |

## Разлики между книгата и филма
- Във филма Били Хейс е с приятелката си в Истанбул, в истинската история той е бил сам.
- Сцените с изнасилвания са творческа измислица, американецът никога не го е посочвал.
- Сцената с отхапването на езика в яростен бой не се е случвала.
- Бягството на главния герой след убийството на надзирателя не се е случвало наистина. Уилиам Хейс успява да избяга по море по време на преместването му в друг затвор.

## Награди
„Среднощен Експрес“ печели две награди „Оскар“ — за „най-добра музика“ на Джорджо Мородер и за „най-добър адаптиран сценарий“ на Оливър Стоун. Номиниран е също в категориите „най-добра мъжка поддържаща роля“, „най-добър режисьор“ и „най-добър филм“.

## Място на снимките
Филмът е почти изцяло заснет в Малта, след като турските власти не дават разрешение за снимки в Истанбул. Кадрите от града са заснети от малък екип, преструващ се, че снима реклама на цигари.

## Дублажи

### Войсоувър дублаж
| Преводач            | Людмила Верих                                                               |
| Редактор            | Анета Данчева-Манолова                                                      |
| Режисьор на дублажа | Мария Попова                                                                |
| Тонрежисьор         | Елеонора Карагьозова                                                        |
| Озвучаващи артисти  | Светлана Смолева Илия Иванов Стефан Младенов Димитър Иванчев Тодор Георгиев |